# Holger Jensen
Den här sidan handlar om den danske arkitekten, för den svenske trädgårdsmästaren se Holger Jensen (trädgårdsmästare).
Holger Johannes Jensen, född 8 oktober 1918 i Aalborg, död 29 december 2004 i Köpenhamn, var en dansk arkitekt, som gjorde sig känd som den som har ritat flest kyrkobyggnader i Danmark i modern tid.
Holger Jensen var i snickarlärling perioden 1935–1938 och utbildade sig därefter på Københavns Bygmesterskole 1940 samt på Kunstakademiet, där han 1950 mottog akademins lilla guldmedalj. År 1951 gjorde han en studieresa till Boston i USA, där han bland annat mötte arkitekten Frank Lloyd Wright, vars arkitektursyn kom att påverka honom.
År 1952 stod han för uppförandet av sin första kyrka, den i Sjælør, vilken följdes av ytterligare 48, varav två i Sverige (Slite kyrka och Sjöbo kyrka), fem på Grönland, en i Färöarna samt fem sjömanskyrkor i olika länder. Slite kyrka uppfördes 1959-1960 som den första nybyggda kyrkan på Gotland sedan meeltiden. En fönstervägg med havsutsikt ersätter den traditionella altartavlan. Därtill förestod han en lång rad restaureringsarbeten i andra danska kyrkor. Han ritade också vandringskyrkor.
Kännetecknande för alla hans kyrkor är, att de är funktionalistiska, relativt små och dessutom flexibla. Holger Jensen har kallats de små kirkers arkitekt. De är ägnade till att understryka kyrkan som ett hus för församlingens gemenskap mer än till kultisk högtidlighet.
Förutom att vara arkitekt, var han tecknare och målare. Han har själv utsmyckat några av kyrkorna med muralmålningar och har tecknat de danska julfrimärkena 1959 och 1961.

## Bildgalleri

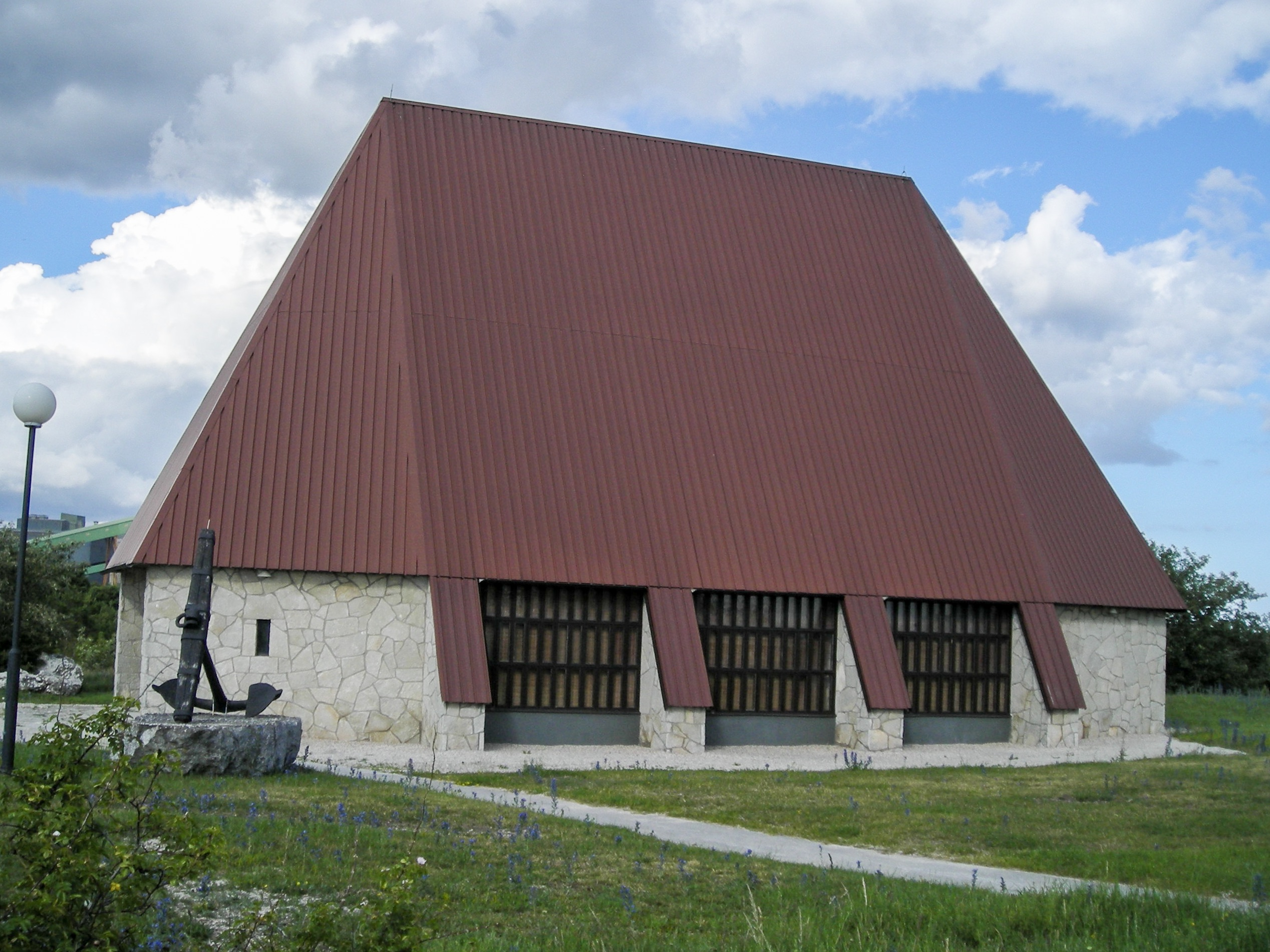
Slite kyrka, 1960
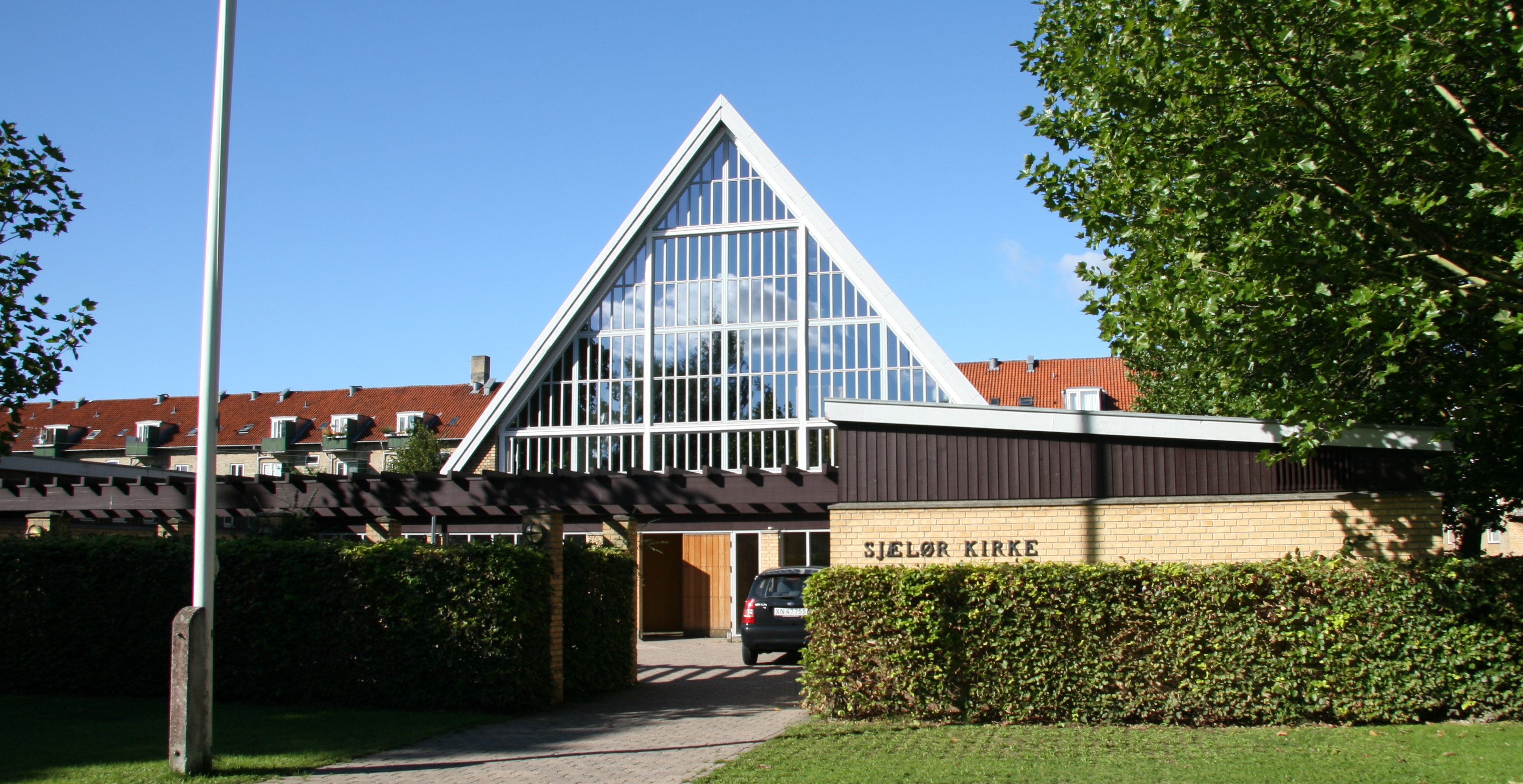
Sjælør Kirke
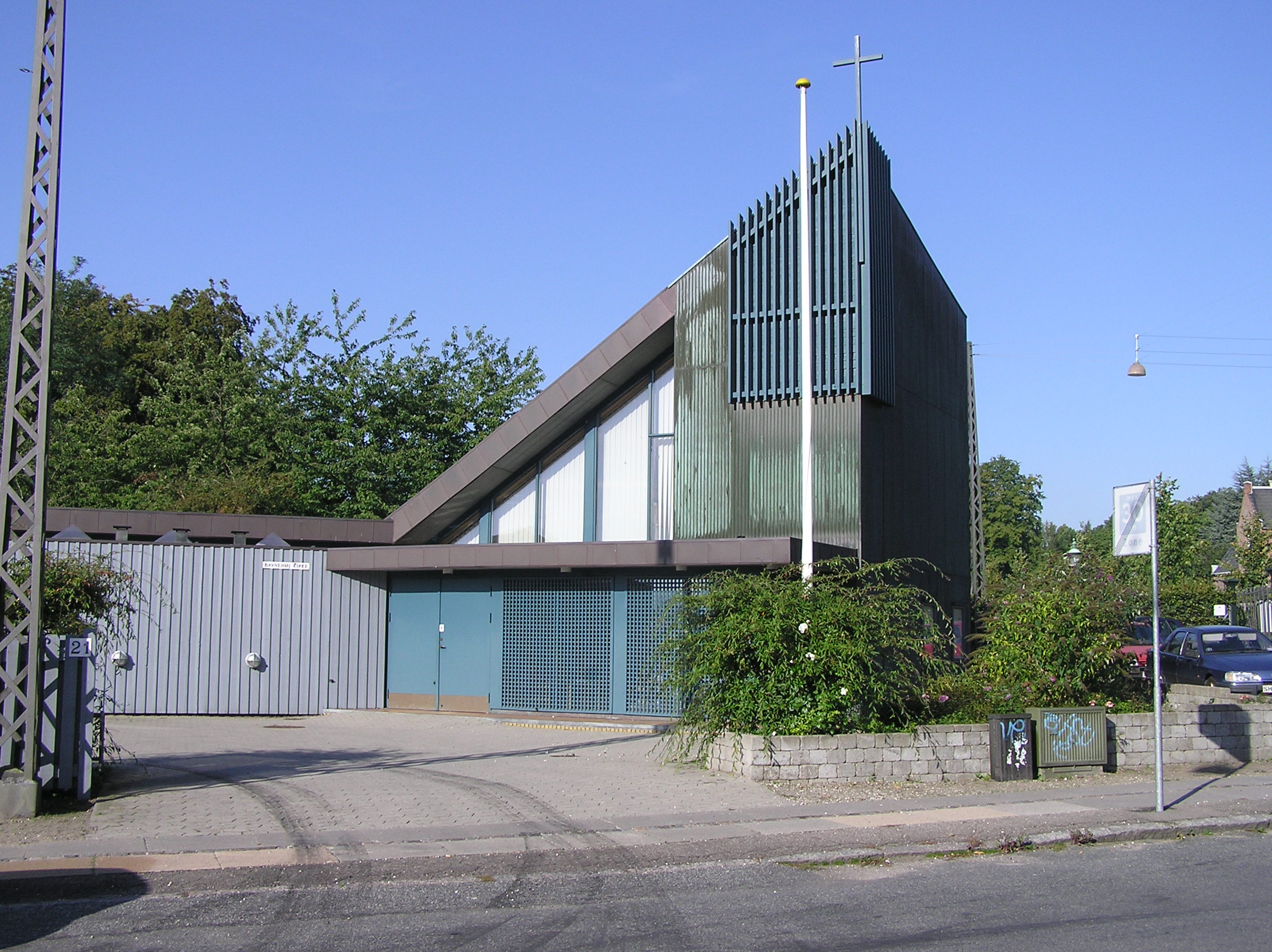
Bavnehøj Kirke
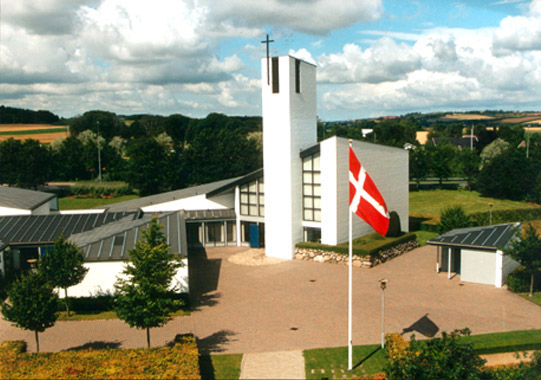
Gistrup Kirke
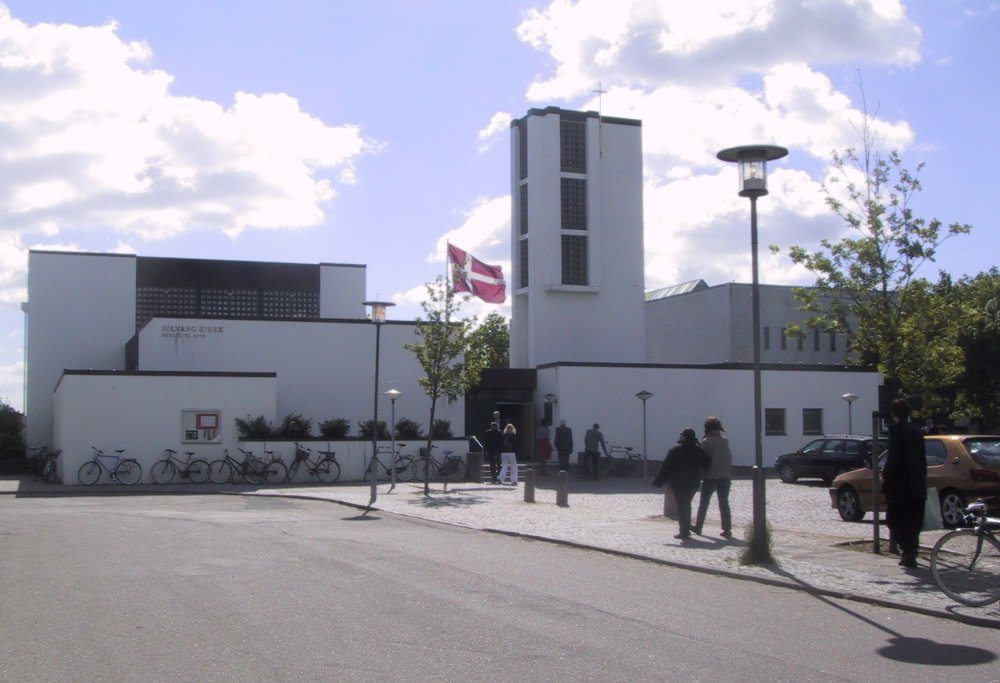
Solvang Kirke
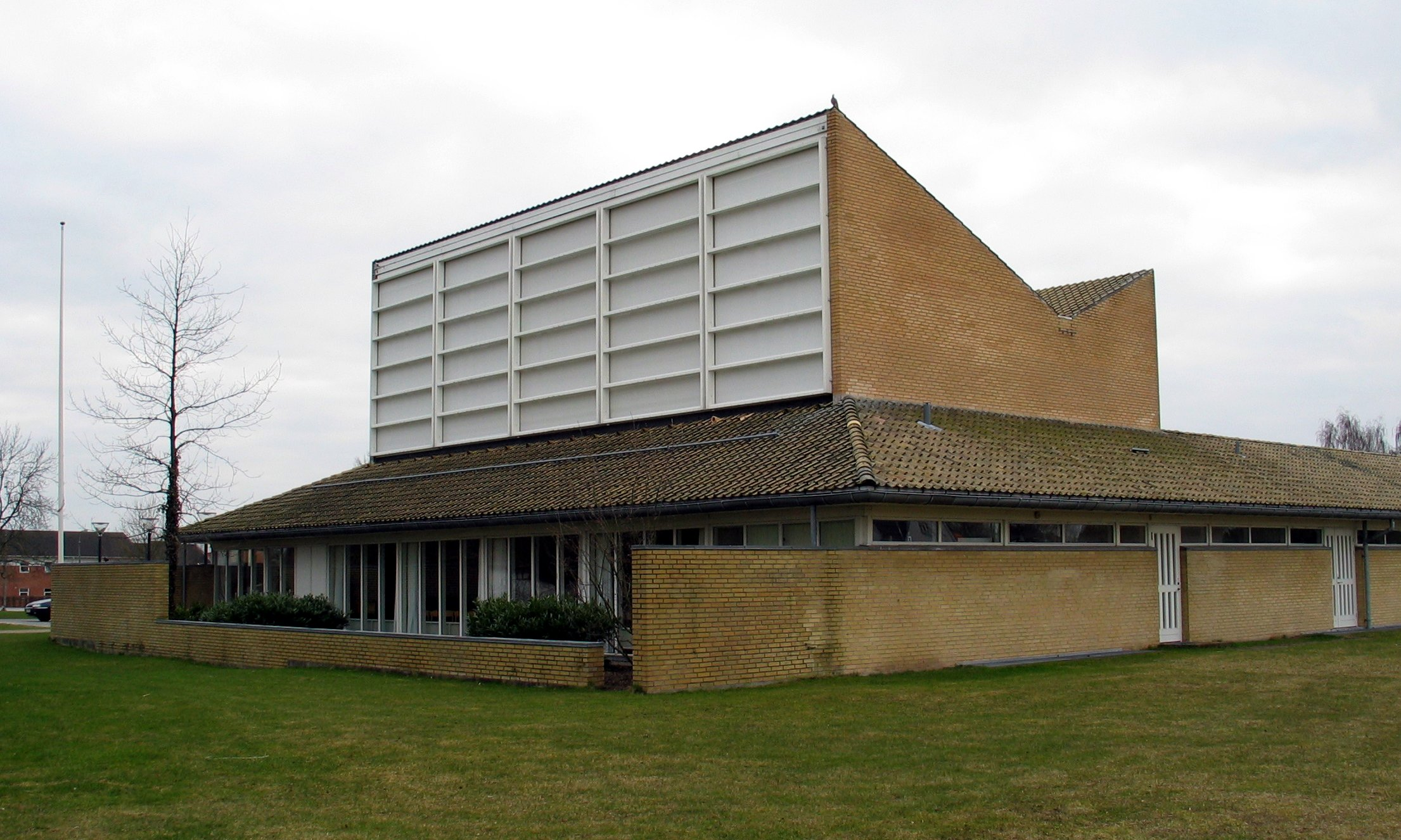
Værløse Kirke, 1971
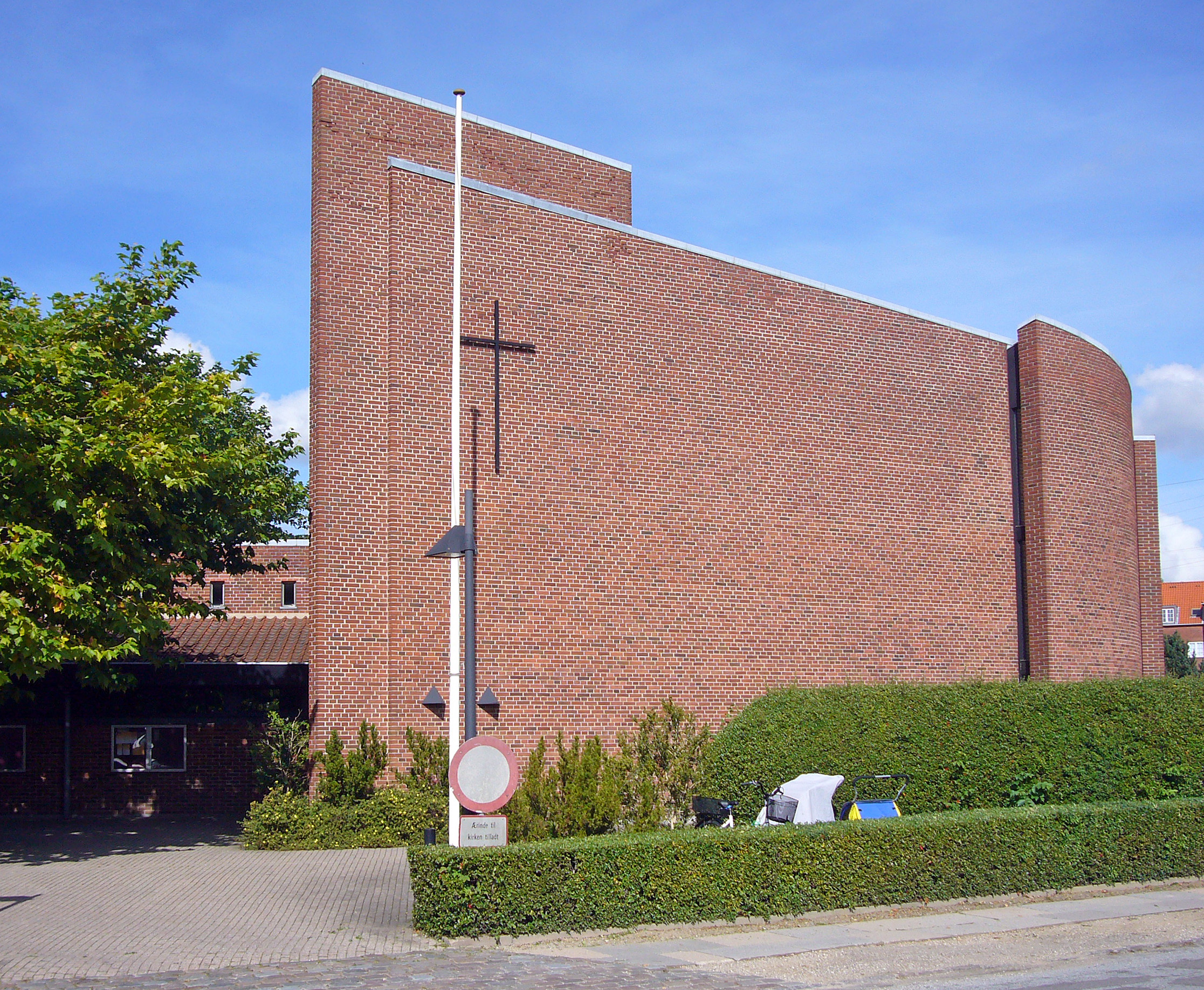
Husum Kirke, 1977
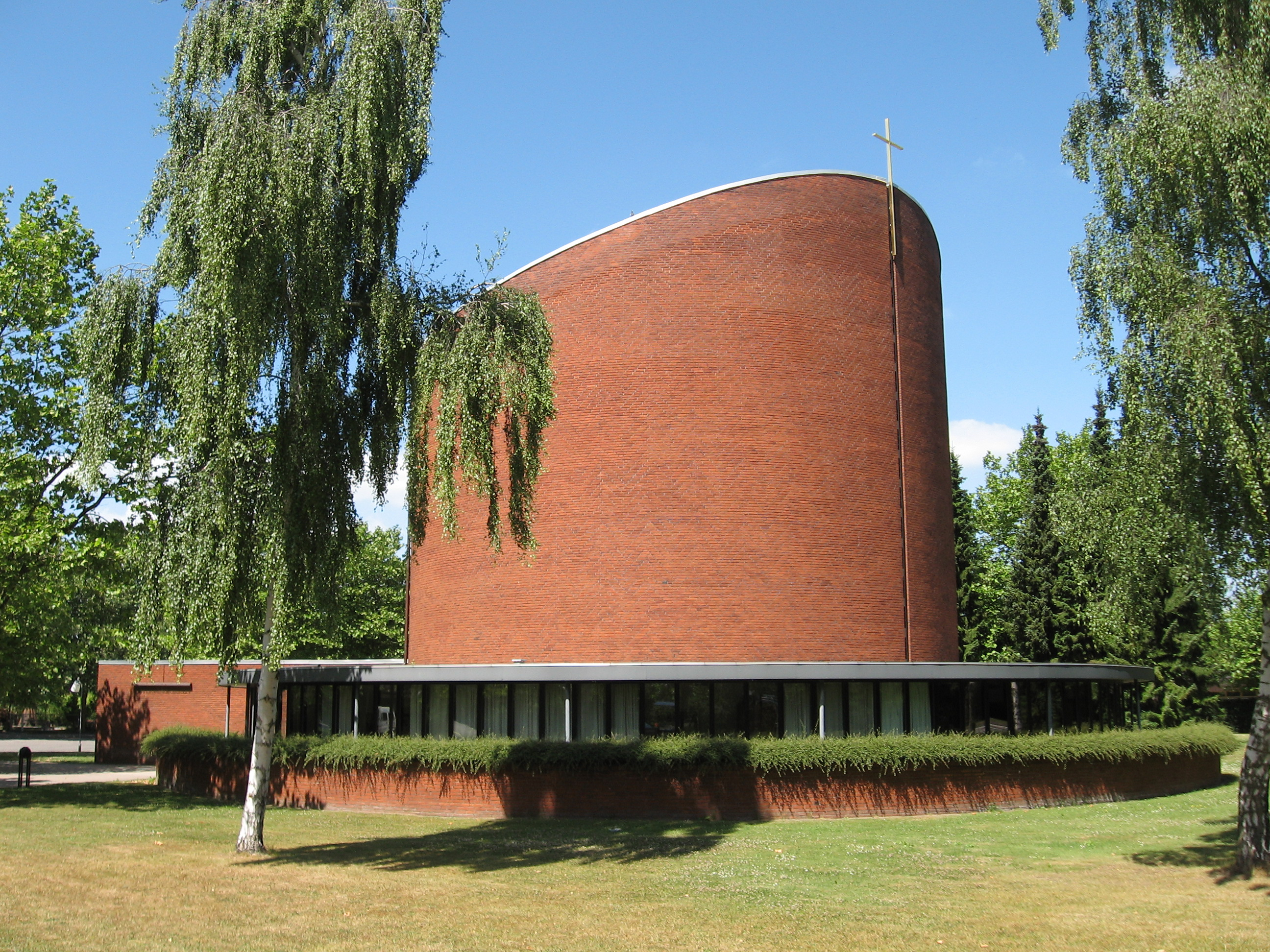
Østervangkirken